# Luigi Caetani

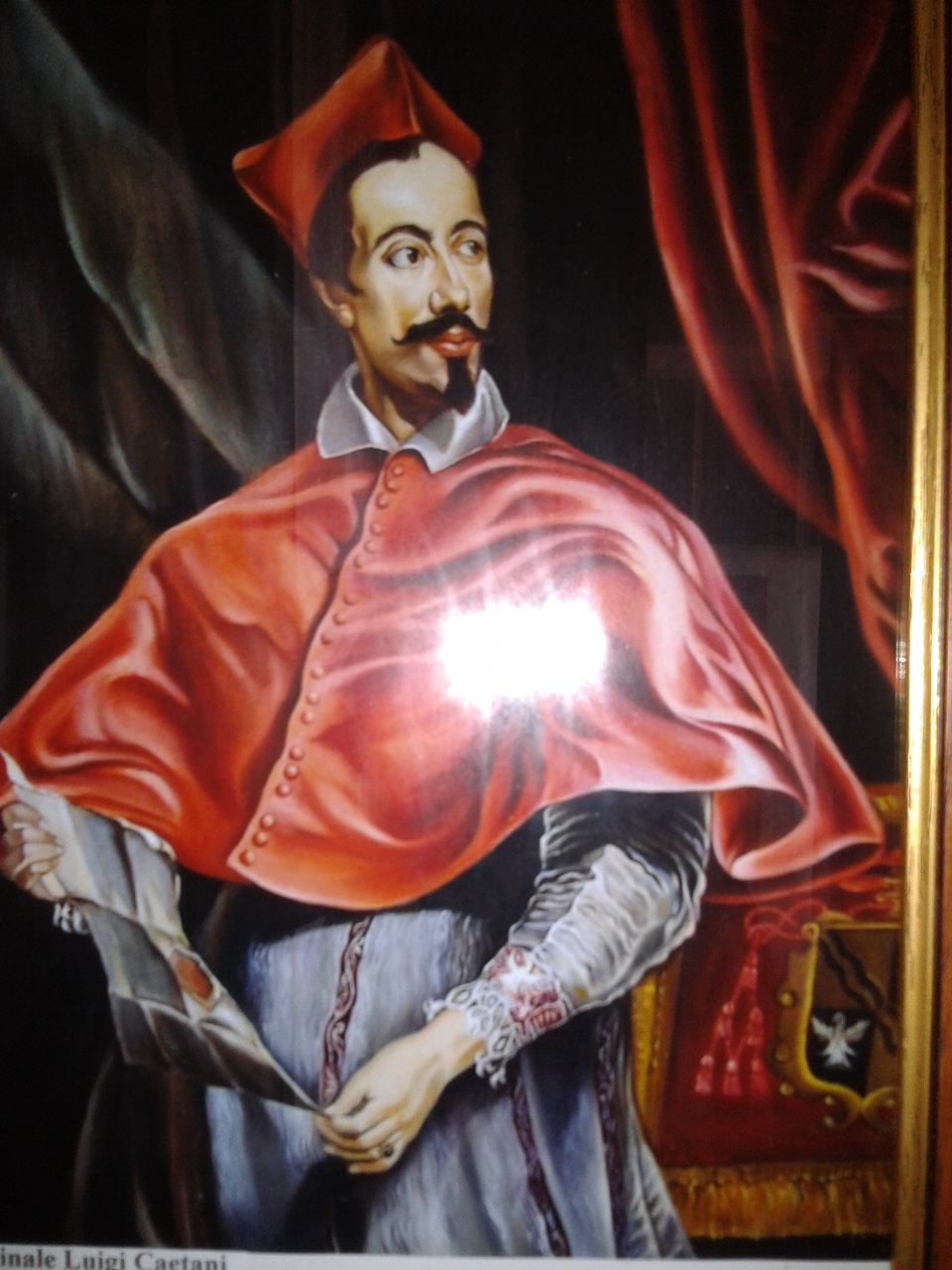
Ritratto del cardinale Caetani conservato presso il Palazzo Arcivescovile di Capua.

Luigi Caetani (Piedimonte, 7 luglio 1595 – Roma, 15 aprile 1642) è stato un cardinale e arcivescovo cattolico italiano.

## Biografia

### Primi anni e formazione
Nacque a Piedimonte Matese nel luglio del 1595. Figlio di Filippo Caetani, VII duca di Sermoneta e Camilla Gaetani dell'Aquila d'Aragona, dei duchi di Traetto. Discendente dalla stessa famiglia di Benedetto Caetani, divenuto poi papa Bonifacio VIII, e di Nicolò Caetani, fu inoltre pronipote di Enrico Caetani e nipote di Bonifazio e Antonio Caetani. Studiò dapprima a Ravenna, dove suo zio Bonifazio era legato pontificio, e in seguito a Roma ottenendo il dottorato in legge.

### Ministero episcopale e cardinalato
Nel 1622 viene nominato patriarca titolare di Antiochia, con dispensa per non aver ancora ricevuto gli ordini sacri e per non aver ancora raggiunto l'età canonica. Il 12 giugno dello stesso anno, nella basilica di Santa Maria Maggiore di Roma, venne ordinato vescovo dal cardinale Ludovico Ludovisi, arcivescovo di Bologna.
In seguito alla morte dello zio Antonio, di cui fu nominato arcivescovo coadiutore dal 1622, gli succedette come arcivescovo metropolita di Capua dal 17 marzo 1624 fino al 1º marzo 1627, giorno delle sue dimissioni. Curò con particolare premura il giubileo del 1625 garantendo ai pellegrini diretti a Roma che passavano per Capua, vitto e alloggio, facendo predisporre il suo palazzo per ricevere i pellegrini.
Papa Urbano VIII lo elevò al rango di cardinale nel concistoro del 19 gennaio 1626 e, il 9 febbraio, ricevette la berretta e il titolo di cardinale presbitero di Santa Pudenziana.

### Ultimi anni
Nel 1627 si dimise dall'incarico di arcivescovo, dal 1631 ricoprì l'incarico di presidente della Congregazione per la riforma del breviario. Fu inoltre camerlengo del Collegio cardinalizio tra il 1637 e il 1638.
Morì a Roma il 15 aprile 1642 all'età di 46 anni e fu seppellito nella cappella di famiglia nella basilica di Santa Pudenziana.

## Genealogia episcopale e successione apostolica
La genealogia episcopale è:
- Cardinale Scipione Rebiba
- Cardinale Giulio Antonio Santori
- Cardinale Girolamo Bernerio, O.P.
- Arcivescovo Galeazzo Sanvitale
- Cardinale Ludovico Ludovisi
- Cardinale Luigi Caetani

La successione apostolica è:
- Vescovo Juan de Guevara, C.R.M. (1627)
- Vescovo Angelo Cesi (1627)
- Cardinale Alessandro Bichi (1628)
- Vescovo Alessandro Castracani (1629)
- Vescovo Consalvo Caputo (1630)
- Cardinale Ulderico Carpegna (1630)
- Arcivescovo Giovanni Battista Scanaroli (1630)
- Patriarca Tegrimo Tegrimi (1630)
- Vescovo Giorgio Bolognetti (1630)
- Cardinale Scipione Pannocchieschi (1631)
- Vescovo Ivan Tomko Mrnavić (1631)
- Vescovo Pompeo Balbani (1632)
- Vescovo Geronimo Martini (1637)

## Albero genealogico
|                                             |                                                 |                                             | Genitori                                           |  |  | Nonni |  |  | Bisnonni                                |  |  | Trisnonni                              |  |
|                                             |                                                 |                                             |                                                    |  |  |       |  |  | Bonifacio Caetani, IV duca di Sermoneta |  |  | Camillo Caetani, III duca di Sermoneta |  |
|                                             |                                                 |                                             |                                                    |  |  |       |  |  | Bonifacio Caetani, IV duca di Sermoneta |  |  | Camillo Caetani, III duca di Sermoneta |  |
|                                             |                                                 | Beatrice Caetani d'Aragona                  |                                                    |  |  |       |  |  | Bonifacio Caetani, IV duca di Sermoneta |  |  |                                        |  |
| Onorato Caetani, V duca di Sermoneta        |                                                 |                                             |                                                    |  |  |       |  |  | Bonifacio Caetani, IV duca di Sermoneta |  |  |                                        |  |
|                                             |                                                 | Caterina Pio di Savoia                      | Alberto III Pio di Savoia, signore di Carpi        |  |  |       |  |  |                                         |  |  |                                        |  |
|                                             |                                                 | Caterina Pio di Savoia                      | Alberto III Pio di Savoia, signore di Carpi        |  |  |       |  |  |                                         |  |  |                                        |  |
|                                             |                                                 | Caterina Pio di Savoia                      | Cecilia Orsini di Monterotondo                     |  |  |       |  |  |                                         |  |  |                                        |  |
| Filippo Caetani, VII duca di Sermoneta      |                                                 | Caterina Pio di Savoia                      |                                                    |  |  |       |  |  |                                         |  |  |                                        |  |
|                                             |                                                 | Ascanio I Colonna, II duca di Paliano       | Fabrizio I Colonna, I duca di Paliano              |  |  |       |  |  |                                         |  |  |                                        |  |
|                                             |                                                 | Ascanio I Colonna, II duca di Paliano       | Fabrizio I Colonna, I duca di Paliano              |  |  |       |  |  |                                         |  |  |                                        |  |
|                                             |                                                 | Ascanio I Colonna, II duca di Paliano       | Agnese di Montefeltro                              |  |  |       |  |  |                                         |  |  |                                        |  |
| Agnesina Colonna                            |                                                 | Ascanio I Colonna, II duca di Paliano       |                                                    |  |  |       |  |  |                                         |  |  |                                        |  |
|                                             |                                                 | Giovanna d'Aragona                          | Ferdinando d'Aragona, duca di Montalto             |  |  |       |  |  |                                         |  |  |                                        |  |
|                                             |                                                 | Giovanna d'Aragona                          | Ferdinando d'Aragona, duca di Montalto             |  |  |       |  |  |                                         |  |  |                                        |  |
|                                             |                                                 | Giovanna d'Aragona                          | Castellana de Cardona                              |  |  |       |  |  |                                         |  |  |                                        |  |
| Luigi Caetani                               |                                                 | Giovanna d'Aragona                          |                                                    |  |  |       |  |  |                                         |  |  |                                        |  |
|                                             | Scipione Caetani d'Aragona, III duca di Traetto | Luigi Caetani d'Aragona, II duca di Traetto |                                                    |  |  |       |  |  |                                         |  |  |                                        |  |
|                                             | Scipione Caetani d'Aragona, III duca di Traetto | Luigi Caetani d'Aragona, II duca di Traetto |                                                    |  |  |       |  |  |                                         |  |  |                                        |  |
|                                             | Scipione Caetani d'Aragona, III duca di Traetto | Lucrezia di Montalto                        |                                                    |  |  |       |  |  |                                         |  |  |                                        |  |
| Luigi Caetani d'Aragona, IV duca di Traetto | Scipione Caetani d'Aragona, III duca di Traetto |                                             |                                                    |  |  |       |  |  |                                         |  |  |                                        |  |
|                                             |                                                 | Camilla Zurlo                               | Giacomo Zurlo                                      |  |  |       |  |  |                                         |  |  |                                        |  |
|                                             |                                                 | Camilla Zurlo                               | Giacomo Zurlo                                      |  |  |       |  |  |                                         |  |  |                                        |  |
|                                             |                                                 | Camilla Zurlo                               | Cassandra di Capua                                 |  |  |       |  |  |                                         |  |  |                                        |  |
| Camilla Caetani d'Aragona                   |                                                 | Camilla Zurlo                               |                                                    |  |  |       |  |  |                                         |  |  |                                        |  |
|                                             |                                                 | Fabrizio Carafa della Stadera               | Antonio Carafa della Stadera, I duca di Mondragone |  |  |       |  |  |                                         |  |  |                                        |  |
|                                             |                                                 | Fabrizio Carafa della Stadera               | Antonio Carafa della Stadera, I duca di Mondragone |  |  |       |  |  |                                         |  |  |                                        |  |
|                                             |                                                 | Fabrizio Carafa della Stadera               | Ippolita di Capua                                  |  |  |       |  |  |                                         |  |  |                                        |  |
| Cornelia Carafa della Stadera               |                                                 | Fabrizio Carafa della Stadera               |                                                    |  |  |       |  |  |                                         |  |  |                                        |  |
|                                             |                                                 | Girolama Carafa                             | Giovanni Tommaso Carafa, IV conte di Cerreto       |  |  |       |  |  |                                         |  |  |                                        |  |
|                                             |                                                 | Girolama Carafa                             | Giovanni Tommaso Carafa, IV conte di Cerreto       |  |  |       |  |  |                                         |  |  |                                        |  |
|                                             |                                                 | Girolama Carafa                             | Dianora Caracciolo                                 |  |  |       |  |  |                                         |  |  |                                        |  |
|                                             |                                                 | Girolama Carafa                             |                                                    |  |  |       |  |  |                                         |  |  |                                        |  |